# シャボンの匂いの女の子
「シャボンの匂いの女の子」（シャボンのにおいのおんなのこ）は、1969年8月1日にCBS・ソニー（現：ソニー・ミュージックレーベルズ）から発売されたフォーリーブスの4枚目のシングルである。

## 概要
歌詞は「週刊セブンティーン」で募集した中から採用されたもの。

## 収録曲
1. シャボンの匂いの女の子
作詞：遠藤千恵子、片桐和子／作・編曲：Milt Rodgers
2. 朝日がのぼると
作詞：片桐和子／作・編曲：Milt Rodgers／作品コード:000-5969-2